# Barrancabermeja
Barrancabermeja ist eine nordkolumbianische Stadt und Gemeinde (municipio) im Departamento de Santander am Río Magdalena. Der Name der Stadt wird häufig mit Barranca abgekürzt.
|                       | Jan  | Feb  | Mär  | Apr  | Mai  | Jun  | Jul  | Aug  | Sep  | Okt  | Nov  | Dez  |   |      |
| Mittl. Tagesmax. (°C) | 32,8 | 32,8 | 32,5 | 31,9 | 31,7 | 31,8 | 32,4 | 32,2 | 31,5 | 31,0 | 31,0 | 31,8 | ⌀ | 31,9 |
| Mittl. Tagesmin. (°C) | 23,5 | 23,7 | 23,7 | 23,6 | 23,4 | 23,3 | 23,2 | 23,1 | 22,8 | 22,8 | 23,1 | 23,4 | ⌀ | 23,3 |
|                       |      |      |      |      |      |      |      |      |      |      |      |      |   |      |
| Niederschlag (mm)     | 44   | 118  | 159  | 281  | 332  | 257  | 202  | 262  | 342  | 407  | 281  | 91   | Σ | 2776 |
|                       |      |      |      |      |      |      |      |      |      |      |      |      |   |      |
| Regentage (d)         | 6    | 9    | 13   | 19   | 20   | 17   | 16   | 20   | 21   | 21   | 17   | 9    | Σ | 188  |

| 23,5 |

| 23,7 |

| 23,7 |

| 23,6 |

| 23,4 |

| 23,3 |

| 23,2 |

| 23,1 |

| 22,8 |

| 22,8 |

| 23,1 |

| 23,4 |

| 23,5 |

| 23,7 |

| 23,7 |

| 23,6 |

| 23,4 |

| 23,3 |

| 23,2 |

| 23,1 |

| 22,8 |

| 22,8 |

| 23,1 |

| 23,4 |

## Geographie
Barrancabermeja liegt im westlichen Santander in der Provinz Mares, deren Hauptstadt es ist, etwa 120 km von Bucaramanga entfernt. Barrancabermeja grenzt im Norden an die Gemeinde Puerto Wilches, im Süden an die Gemeinden Puerto Parra, Simacota und San Vicente de Chucurí. Im Osten liegen die Gemeinden San Vicente de Chucurí und Girón und im Westen der Fluss Río Magdalena und Yondó im Departamento Antioquia.

## Bevölkerung
Die Gemeinde Barrancabermeja hat 191.340 Einwohner, von denen 173.187 im städtischen Teil (cabecera municipal) der Gemeinde leben (Stand: 2019).

## Geschichte
Der Standpunkt des heutigen Barrancabermeja wurde bei der Expedition des spanischen Konquistadors Gonzalo Jiménez de Quesada 1536 identifiziert und als Barrancas Bermejas bezeichnet. In der Folge entwickelte sich der Ort zu einem Flusshafen, über den im 19. Jahrhundert u. a. Chinarinde von Geo von Lengerke exportiert wurde. Die Bedeutung des Ortes wuchs nach der Entdeckung von Ölvorkommen. Seit 1922 hat Barrancabermeja den Status einer Gemeinde.
Bis in die 1990er Jahre wurde Barrancabermeja weitgehend von verschiedenen Guerillagruppen, u. a. dem ELN, den FARC und der maoistischen EPL, kontrolliert. Am 16. Mai 1998 kam es zu einem Massaker. Eine große Gruppe von Paramilitärs tötete sieben Menschen in der Stadt und nahm rund 25 Personen als Geiseln, die später getötet wurden. Seit dem Jahr 2000 ist die Stadt weitgehend unter der Kontrolle der paramilitärischen AUC sowie des Militärs. Menschenrechtsorganisationen dokumentieren seit 2001 zahlreiche weitere Morde und Entführungen durch Paramilitärs.

## Wirtschaft und Infrastruktur
Barrancabermeja ist Zentrum eines Erdölfördergebietes und besitzt die größten Erdölraffinerien des Landes, die von Ecopetrol betrieben werden. Daher wird die Stadt auch „Öl-Hauptstadt“ genannt.
Barrancabermeja ist durch den Aeropuerto Yariguíes erschlossen. Es bestehen Flugverbindungen nach Bogotá.
Der in der Stadt ansässige Fischereiverband Fedepesan, der sich für traditionelle Fischerei und Umweltschutz einsetzt, und seine Präsidentin Yuly Velásquez erhielten 2024 den Amnesty International Menschenrechtspreis.

## Sport
Der bekannteste Fußballverein der Stadt ist Alianza Petrolera, der seit der Saison 2013 in der ersten kolumbianischen Liga spielt und seine Heimspiele im Estadio Daniel Villa Zapata austrägt, das 10.400 Zuschauern Platz bietet.

## Religion
Barrancabermeja ist Sitz des Bistums Barrancabermeja.

## In Barrancabermeja geboren
- Marvin Angarita (* 1989), Radrennfahrer
- Orlando Olave Villanoba (* 1969), römisch-katholischer Geistlicher, Bischof von Ocaña